# Commune FC
El Commune Football Club es un equipo de fútbol de Burkina Faso que participa en la Tercera División de Burkina Faso, la tercera liga de fútbol más importante del país.

## Historia
Fue fundado en el año 1977 en la capital Uagadugú con el nombre CF Ouagadougou que utilizó hasta 2007, equipo que ha ganado el torneo de liga en 1 oportunidad y ha ganado la supercopa en 1 ocasión.
Ha participado en los torneos continentales en 1 oportunidad, donde no pasó de las preliminares. Descendió en la Temporada 2008-09.

## Palmarés
- Primera División de Burkina Faso: 1

2007
- Super Copa de Burkina Faso: 1

2007

## Participación en competiciones de la CAF
| Temporada | Torneo                      | Ronda      | Club       | Casa | Visita | Global |
| --------- | --------------------------- | ---------- | ---------- | ---- | ------ | ------ |
| 2008      | Liga de Campeones de la CAF | Preliminar | AS Douanes | 2-3  | 0-0    | 2-3    |

## Jugadores destacados
- Moussa Traoré
- Vincent Abaye